# Джефф Річардс
Джефф Річардс (англ. Jeff Richards), (1 листопада 1922 — 28 липня 1989) — американський професійний гравець у бейсбол, згодом — кіноактор.

## Молоді роки
Річард Тейлор народився 1 листопада 1922 у Портленді в Орегоні. Проходив військову службу на флоті. 1946 року був демобілізований. Після цього Тейлор почав грати у бейсбол. Був гравцем команд «Портлендські бобри» та «Салемські сенатори». Пошкодивши зв'язки Річард взяв тимчасову відпустку. У період одужання відвідав Голлівуд, де пройшов проби і підписав контракт.

## Кінокар'єра
Перші роки він грав епізодичні ролі у фільмах студій Warner Brothers та  Twentieth Century Fox. Перша помітна роль чекала на нього лише через три роки після початку кар'єри. Студія MGM запросила його на зйомки стрічки «Янголи біля межі поля», де головні ролі грали Пол Дуглас та Джанет Лі. Та найбільше глядачам Річард, а тепер вже Джефф, запам'ятався виконанням ролі одного із братів, Бенджаміна Понтіпі, у стрічці «Сім наречених для семи братів». Наступного року Річардс отримав Золотий глобус як найобіцяючий серед новачків-чоловіків. Проте незабаром він завершив знімальну кар'єру.

## Особисте життя
Актор був двічі одружений. Вперше він побрався 1954 року із Шірлі Сібр. Подружжя того ж року розлучилося. Вдруге Річард одружився 1955-го із Вікі Тейлор, яка була вчителькою фізкультури. В них народилася одна дитина, та пара все одно згодом розійшлася.

## Вибрана фільмографія
- 1948 — Джонні Белінда — Флойд МакКвіген
- 1951 — Янголи біля межі поля — Дейв Ротберг
- 1952 — Спочатку і потім — Томас Феребі
- 1954 — Чайки над Сорренто — Бутч Кліланд
- 1954 — Сім наречених для семи братів — Бенджамін Понтіпі
- 1955 — Попереду — переправи — Фремон Черне
- 1955 — Мародери — Корі Еверетт
- 1955 — Це собаче життя — Петч МакГілл
- 1956 — Протилежна стать — Бак Вінстон
- 1957 — Не підходь до води — лейтенант Росс Пендлтон
- 1959 — Острів втрачених жінок — Марк Бредлі
- 1966 — Вако — Каллєн
- 1984 — Голді:останній із золотих ведмедів — Нед Ріверс